# مفتاح قفل الحروف الكبيرة

مفتاح قفل الحروف الكبيرة  (بالإنجليزية: Caps Lock)‏ هو مفتاح مفصلي ضمن لوحة المفاتيح في كل ألواح مفاتيح الأجهزة الحاسوبية المكتبية والمحمولة.
وهو جزء مهم جداً موجود في لوحة المفاتيح عند الضغط على هذا الـمفتاح فإنه يقوم بتحويل الأحرف الإنجليزية من حروف صغيرة إلى حروف كبيرة.
ويجب التنبه إلى أنه في حال إدخال كلمة المرور لأي موقع وكان هذا المفتاح في وضعية التشغيل، فإنه يتعذر أو قد لا تنجح كلمة المرور في الدخول لذلك الموقع الإلكتروني نظراً لحساسيتها.

## وصلات خارجية
- موقع الحاسب في حياتنا لمعرفة مهام الأحرف للوحة المفاتيح